# Eclissi solare del 27 gennaio 2074
L'Eclissi solare del  27 gennaio 2074, di tipo anulare, è un evento astronomico che avrà luogo il suddetto giorno attorno alle ore 06:44 UTC.
L'eclissi avrà un'ampiezza massima di 79 chilometri e una durata di 2 minuti e 21 secondi.

## Eclissi correlate

### Eclissi solari 2073 - 2076
Questa eclissi è un membro di una serie semestrale. Un'eclissi in una serie semestrale di eclissi solari si ripete approssimativamente ogni 177 giorni e 4 ore (un semestre) in nodi alternati dell'orbita della Luna.